# Bautismo de sangre
En la teología cristiana, el bautismo de sangre (en latín: baptismus sanguinis) o bautismo  por la sangre, también llamado bautismo martirizado, es una doctrina que sostiene que un cristiano es capaz de alcanzar la  gracia de justificación que normalmente se alcanza a través del bautismo de agua, a través del martirio sin necesidad de recibir el bautismo de agua.

## Período patrístico
Cipriano de Cartago en una carta de 256 sobre la cuestión de si un catecúmeno apresado y asesinado debido a su creencia en Jesucristo "perdería la esperanza de salvación y la recompensa de confesión, por no haber sido previamente renacido del agua", responde que ciertamente no están privados del sacramento del bautismo quienes son bautizados con el más glorioso y grande bautismo de sangre.
Cirilo de Jerusalén afirma en sus Conferencias  Catequéticas pronunciadas en la Cuaresma del año 348 que si alguno no recibe el Bautismo, no tiene salvación; excepto sólo los mártires, que aun sin el agua reciben el Reino.

## Opiniones de las confesiones

### Visión general
Esta doctrina es sostenida por la Iglesia católica, las Iglesias ortodoxas orientales, la Iglesia ortodoxa, y la Asociación Americana de Iglesias Luteranas.

### Luteranismo
Aquellos que mueren como mártires cristianos en una persecución de cristianos son juzgados por anabaptistas y luteranos como tales por haber adquirido los beneficios del bautismo sin someterse realmente al ritual.
La Confesión de Augsburgo del luteranismo afirma que "el bautismo es normalmente necesario para la salvación". Citando la enseñanza de los  primeros Padres de la Iglesia, los luteranos reconocen un bautismo de sangre en "las circunstancias de persecución".

### Anabaptistas
Aquellos que mueren como mártires cristianos en una persecución de cristianos son juzgados por los anabaptistas como si hubieran recibido los beneficios del bautismo sin someterse realmente al ritual.

### Iglesia Católica
En la Iglesia católica, el bautismo de sangre "sustituye al  bautismo en lo que se refiere a la comunicación de la gracia, pero no efectúa la incorporación a la Iglesia, ya que no confiere el carácter sacramental por el que una persona se vincula formalmente a la Iglesia".

### Feeneyismo
El Feeneyismo niega el bautismo de sangre así como el bautismo de deseo.